# Dimitrovca, Cimișlia
Dimitrovca este un sat din cadrul orașului Cimișlia din raionul Cimișlia Republica Moldova.

## Demografie

### Structura etnică
Structura etnică a localității conform recensământului populației din 2004:
| Grup etnic                    | Populație | % Procentaj |
| ----------------------------- | --------- | ----------- |
| Bulgari                       | 213       | 63,39%      |
| Băștinași declarați Moldoveni | 90        | 26,79%      |
| Ruși                          | 13        | 3,87%       |
| Ucraineni                     | 11        | 3,27%       |
| Găgăuzi                       | 9         | 2,68%       |
| Total                         | 336       |             |